# Köln 99ers
El Köln 99ers, conegut com a RheinEnergie Köln entre 2001 i 2007, és un equip alemany de basquetbol de la ciutat de Colònia.

## Palmarès
- Lliga alemanya de bàsquet (1): 2005/06
- Copa alemanya de bàsquet (3): 2003/04, 2004/05, 2006/07

## Entrenadors destacats
- Svetislav Pešić (2001–02)
- Stephan Baeck (2002)
- Saša Obradović (2005–08)
- Drasko Prodanovic